# Saint-Germain, Vienne
Saint-Germain là một xã, tọa lạc ở tỉnh Vienne trong vùng Nouvelle-Aquitaine, Pháp. Xã này có diện tích 20,23 km², dân số năm 2006 là 936 người. Xã nằm ở khu vực có độ cao trung bình 99 m trên mực nước biển. 

## Hành chính
| Danh sách các xã trưởng |                  |                    |      |         |
| Giai đoạn               | Giai đoạn        | Tên                | Đảng | Tư cách |
| mars 2001               | tháng 3 năm 2008 | Fortuné Valfrédini |      |         |
| mars 2008               |                  | Jean-Paul Chambet  |      |         |

## Biến động dân số
| Năm | 1962 | 1968 | 1975 | 1982  | 1990  | 1999  | 2006 |
| --- | ---- | ---- | ---- | ----- | ----- | ----- | ---- |
| Dân số | 826  | 839  | 948  | 1 034 | 1 037 | 1 026 | 936  |
| From the year 1962 on: No double counting—residents of multiple communes (e.g. students and military personnel) are counted only once. |      |      |      |       |       |       |      |